# Castell de Rugat
El Castell de Rugat o castell d'Aielo es troba al terme municipal d'Aielo de Rugat, (a la Vall d'Albaida, País Valencià).
És un castell medieval d'origen àrab que servia de fortalesa fronterera entre les taifes de Xàtiva i Dénia, fins a la reconquesta el 1258 pel rei En Jaume I. Posteriorment formà part de la xarxa de fortaleses de Benicadell i cedit després a Bernat de Bellvís; llavors els seus descendents es traslladen al proper Palau de Castelló de Rugat, sent abandonat definitivament vora el 1500.
Es tracta d'una construcció de planta quadrangular, adaptada a la topografia del terreny realitzada amb fàbrica de tàpia, de la que actualment sols se'n conserva l'aljub amb coberta i volta de canó i restes de la seua façana principal i d'una torre interior.